# Mujeres públicas
Mujeres públicas es un colectivo feminista de activismo artístico constituido en 2003 en Buenos Aires – Argentina.  Lo integran Fernanda Carrizo, Lorena Bossi y Magdalena Pagano.  En los primeros años también trabajaron dentro del grupo Verónica Fulco y Cecilia Marín.

## Historia
El colectivo Mujeres Públicas comenzó el 8 de marzo del año 2003, momento de ebullición social en Argentina ligado a las luchas a favor del aborto. El nombre del colectivo trata de jugar con el simbólico patriarcal del término atribuido a lo público.
El trabajo del grupo se inserta mayoritariamente en espacios no tradicionales en las artes visuales, desarrollándose con acciones gráficas y performativas en el espacio público, objetos, videos e instalaciones. 
El colectivo se propone abordar problemáticas feministas desde una mirada creativa y utilizar las prácticas, herramientas y estrategias de las artes visuales para intervenir en el campo político y social.  Los trabajos no llevan firma porque el interés radica en que las personas que transitan las calles se encuentren con los afiches y no sepa si está viendo una obra de arte, un afiche político o qué es lo que está pasando ahí. Buscan generar una incógnita y, al mismo tiempo, una relación de cercanía entre la persona y el trabajo. 
Uno de los objetivos del colectivo feminista es denunciar, visibilizar y suscitar la reflexión en torno a la multiplicidad de opresiones que afectan a las mujeres. Trabajan en la resignificación, desfuncionalización y descontextualización de objetos y discursos cotidianos y populares, usando para ello el humor y la ironía. 

## Producciones
- 2003

Proyecto heteronorma, acción gráfica/afiche y encuesta, Buenos Aires
Esta belleza…, acción/intervención, Buenos Aires 
Trofeo de guerra, objeto múltiple/acción, Buenos Aires 
Todo con la misma aguja, acción gráfica/afiche, Buenos Aires
- 2004

8 de marzo, acción gráfica/afiche, Buenos Aires
Museo de la tortura, instalación. Encuentro “Arte en Progresión” Teatro General San Martín/ Arcimboldo Galería de Arte/Casa del Encuentro, Buenos Aires 
Estampita, objeto múltiple/acción, Buenos Aires
Mujer colonizada, acción gráfica/afiche, Buenos Aires
Largá el rollo, objeto múltiple/acción, Buenos Aires 
La mancha lesbiana, intervención (XIX Encuentro Nacional de Mujeres, Mendoza y XIII Marcha del Orgullo LGTTBI, Buenos Aires)
Sobrecito, objeto múltiple/acción, Buenos Aires
- 2005

Cajita de fósforos. Museo Reina Sofía
Trabajo doméstico, acción gráfica/afiche, Buenos Aires
Cajita de fósforos, objeto múltiple /acción, Buenos Aires
Ni grandes, ni pensadores, acción gráfica/afiche, Buenos Aires
- 2006

Tétaz, objeto múltiple /acción, Buenos Aires
Soy feliz, acción gráfica/afiche, Buenos Aires 
- 2007

Pase de la teoría a la acción, acción/objeto múltiple, Buenos Aires
Cara a Cara/Diálogos y confrontaciones fronterizas, narraciones de género, raza, migraciones y diásporas. Centro Cultural Español de Miami, Estados Unidos. Curaduría: Fefa Vila
- 2008

Elige tu propia desventura. Acción gráfica formato libro
Mujeres Públicas Muestra Todo. Arcimboldo Galería de arte, Buenos Aires, Argentina y XXIII Encuentro Nacional de Mujeres, Neuquén, Argentina
Exposición/documentación fotográfica. European Cultural Festival, Foro Social Europeo, Malmö, Suecia 
- 2009

Afiche escudo, acción gráfica/afiche, Buenos Aires
Cuando lo personal es político. Centro Cultural de la Cooperación Floreal Gorini, Buenos Aires, Argentina. Curaduría: María Laura Rosa
De la disco a la manifestación/prácticas e imaginarios queer. Centro Cultural de España en Buenos Aires, Argentina. Curaduría: Rodrigo Alonso
- 2010

Revolución, acción gráfica/afiche, Buenos Aires
¿Usted sabe que es la lesbofobia?, acción gráfica/globos de diálogo, Buenos Aires 
Mujeres 1810/2010. Casa Nacional del Bicentenario, Buenos Aires, Argentina. Curaduría: Valeria González
Nosotras estábamos ahí. Mujeres en la acción colectiva. Centro Cultural de la Memoria Haroldo Conti, Archivo general de la memoria, ex ESMA. Buenos Aires
- 2011

Dios Manda, acción gráfica/afiche, Buenos Aires
- 2012

Mundo Hogar. Centro Cultural Francisco Paco Urondo; Casa Thays; Casona de los Olivera, Centro de Exposiciones de Arte Contemporáneo, Buenos Aires, Argentina. Curaduría: Laura Romano
Público/Privado. La Casona de los Olivera, Centro de Exposiciones de Arte Contemporáneo, Buenos Aires, Argentina. Curaduría: Laura Romano
Oncena Bienal de La Habana. Prácticas artísticas e imaginarios sociales, La Habana, Cuba
- 2013

Recuperar la memoria. Experiencias feministas desde el arte: Argentina/España. Centro Cultural de España en Buenos Aires, Argentina. Curaduría: Juan Vicente Aliaga y María Laura Rosa
En la Plaza. En la Casa. En la Cama –Ensayo para una cartografía feminista-, acción gráfica, visita guiada, performance colectiva, 4 de mayo, Buenos Aires
Derecho a decidir, aborto legal en la Ciudad de México: un modelo para la región. Centro Cultural Borges, Buenos Aires, Argentina
- 2014

Cuerpo y Poder. Pasaje Fuencarral, Madrid, España
Really useful knowledge. Galerija Nova, Zagreb, Croacia. Curaduría: WHW (What, How and for Whom)
Rainbow in the dark. SALT Galata, Estambul, Turquía. Curaduría: Sebastian Cichocki, Galit Eliat en cooperación con SALT
Un saber realmente útil. Museo Nacional Centro de Arte Reina Sofía, Madrid, España. Curaduría: WHW (What, How and for Whom)
Acción urgente. Fundación PROA, Buenos Aires, Argentina. Curaduría: Cecilia Rabossi y Rodrigo Alonso
- 2015

Bandera resistencia, instalación. Casa de las Culturas, Resistencia, Argentina
Lee mis labios. Teorética arte + pensamiento, San José, Costa Rica. Curaduría: Miguel López
- 2016

Feminism in politics! Pratt Manhattan Gallery, Nueva York, USA. Curaduría: Olga Kopenkina
Fragmentos de un hacer feminista. Museo Emilio Caraffa, Córdoba, Argentina. Curaduría: Mujeres Públicas y Claudia Aguilera
Mitominas, 30 años después. Centro Cultural Recoleta, Buenos Aires. Curaduría: María Laura Rosa
- 2017

Monument to revolution. Documento oral colectivo, Atenas, Grecia. Convocantes: Angela Dimitrakaki, Antonia Majaca
Efemérides II. Centro Cultural Borges, Buenos Aires. Curaduría: Pelusa Borthwick